# Gröne damm
Gröne damm är en sjö i Lunds kommun i Skåne och ingår i Kävlingeåns huvudavrinningsområde.